# ГПМ-54
ГПМ-54 — советская бронированная гусеничная аварийно-спасательная машина, предназначенная для аварийно-спасательных работ и организации первоочередного жизнеобеспечения населения в зонах пожаров.

## История
Бронированная гусеничная пожарная машина ГПМ-54 была разработана в середине 1970-х годов на базе танка Т-54 специалистами 482-го конструкторско-технологического центра министерства обороны СССР для оснащения военных команд противопожарной защиты при складах и арсеналах, а так же для войск гражданской обороны, в 1978 году мелкосерийное производство машин этого типа на базе танков Т-54 и Т-55 освоил 17-й бронетанковый ремонтный завод МО СССР.
Зимой 1984-1985 года четыре ГПМ-54 поступило на космодром "Байконур" - два на площадку № 45, и два на площадку № 110 ("Энергия-Буран").
Также они использовались при ликвидации последствий аварии на Чернобыльской АЭС (в дальнейшем, один «пожарный танк» ГПМ-54 остался в числе пожарной техники лесхоза «Чернобыльская пуща» для тушения пожаров в «зоне отчуждения»).
В конце 1980-х - начале 1990-х годов, в связи с сокращением вооружённых сил, некоторые ГПМ-54 передавали из Министерства обороны в МВД, к которому в то время относилась пожарная охрана. Машины поступали на оснащение опорных пунктов при объектовых пожарных частях, специализированных пожарных частях по тушению природных пожаров, специализированных пожарных частях по тушению крупных пожаров (так, ГПМ-54 служили в пожарной части по охране Московского нефтеперерабатывающего завода, в специализированной ПЧ по тушению природных пожаров города Гусь-Хрустальный Владимирской области, в специализированной пожарной части посёлка Кулешовка Ростовской области).
Также ГПМ-54 использовались при тушении пожаров на складах ракетно-артиллерийских боеприпасов.
- так, в августе 2008 года ГПМ-54 использовали для тушения пожара на 61-м арсенале вооружённых сил Украины в городе Лозовая Харьковской области[4]
- в октябре 2018 года девять ГПМ-54 использовали для тушения пожара на 6-м арсенале вооружённых сил Украины в посёлке Дружба Черниговской области[5].

В 2018 году по указанию министерства обороны Украины на Львовском бронетанковом заводе начались работы по изменению конструкторско-технологической документации оставшихся в эксплуатации пожарных танков ГПМ-54 с целью замены компонентов советского и российского производства на компоненты украинского и европейского производства. В результате, с этого времени на прошедших капитальный ремонт и модернизацию ГПМ-54 устанавливают бульдозерное оборудование марки ТБС-86 и новое гидравлическое оборудование европейского производства для управления лафетным стволом водомёта и бульдозерным оборудованием.
В начале апреля 2020 года Львовский бронетанковый завод завершил ремонт четырёх ГПМ-54. Сообщается, что эти машины получили новое гидравлическое оборудование иностранного производства. 4 ноября 2020 года Львовский бронетанковый завод завершил капитальный ремонт и модернизацию ещё десяти ГПМ-54 (сообщается, что это крупнейшая партия отремонтированных ГПМ-54 с момента провозглашения независимости Украины). Таким образом, общее количество отремонтированных и модернизированных ГПМ-54 составило "почти полтора десятка машин".

## Описание
Машина предназначена для тушения пожаров различных классов при помощи воды и воздушно-механической пены.
В ходе переоборудования, танковая башня снимается, на крыше корпуса устанавливается резервуар с водой. Также, машина оснащена бульдозерным оборудованием и водомётом с насосом ПН-60Б (ёмкость бака для пенообразователя — 1100 л, ёмкость цистерны для воды — 9 000 л).
Бронированный корпус обеспечивает защиту экипажа и позволяет использовать машину для тушения лесных пожаров, пожаров на складах боеприпасов, взрывчатых и горюче-смазочных материалов.
Наличие фильтровентиляционной установки ФВУ-15 позволяет использовать ГПМ-54 в условиях заражения радиоактивными или сильнодействующими ядовитыми веществами (в частности, для ликвидации пожаров на предприятиях химической промышленности).

## Варианты и модификации

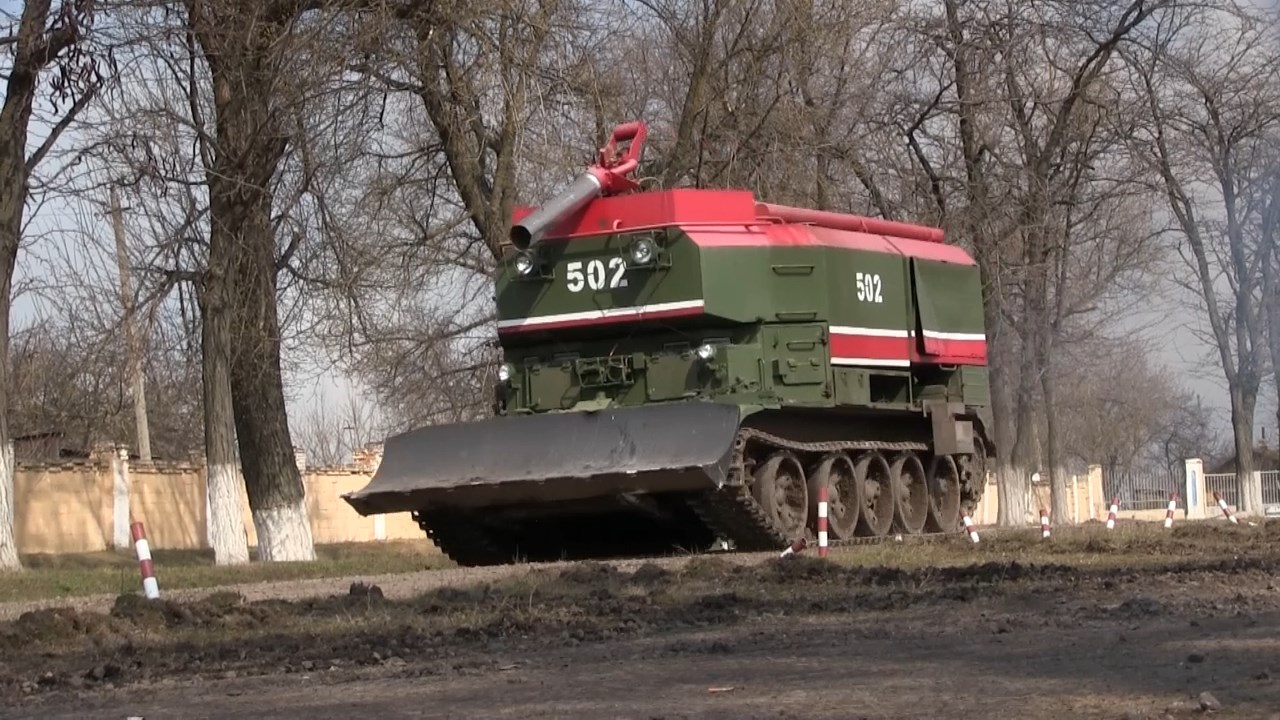
ГПМ-54 во время тушения пожара на 65-м арсенале вооружённых сил Украины (Балаклея, 23 марта 2017)

- ГПМ-54 — базовый вариант, оснащённый бульдозерным оборудованием БТУ-55
- ГПМ-54-01 — модернизированный вариант ГПМ-54, оснащённый бульдозерным оборудованием ТБС-86[7]. Разработан в 2005 году, предлагался на экспорт[8].
- ГПМ-54М — модернизированный вариант ГПМ-54, оснащенный автоматическими установками импульсной подачи распылённой воды. Совместная разработка киевского конструкторско-технологического центра министерства обороны Украины и ВНИИПО МЧС РФ.

## Страны-эксплуатанты
- СССР
- Россия
- Украина[9][10]